# Ковалёва, Лидия Фёдоровна
Ли́дия Фёдоровна Ковалёва (в замужестве — Кузнецо́ва, 25 января 1940, Юрюзань, Катав-Ивановский район, Челябинская область, РСФСР, СССР ― 25 апреля 2010, Москва, Россия) ― советская и российская оперная и концертная певица, музыкальный педагог. Солистка Марийского музыкального театра (1968―1972), солистка оперы Большого театра (1974―1995). Преподаватель ГИТИСа, Московской консерватории, Государственного специализированного института искусств и Государственной классической академии имени Маймонида, профессор (1987―2008). Заслуженная артистка РСФСР (1982). Заслуженная артистка Марийской АССР (1970). Лауреат Государственной премии Марийской АССР (1970).

## Биография
Родилась 25 января 1940 года в городе Юрюзань Челябинской области. Её отец Фёдор Фёдорович в годы Великой Отечественной войны защищал Москву, служил в 26 стрелковом полку, в лыжном батальоне. В 1942 году сражался в Новгородской области, был тяжело ранен в бою, но от ранения не оправился, умер в госпитале.
Рано начала трудовую деятельность, поэтому 9 и 10 классы местной школы окончила экстерном.
Затем вместе с семьёй переехала в Курган, где стала артисткой Зауральского ансамбля песни и пляски.
В 1969 году окончила Ленинградскую консерваторию по классу профессора Н. А. Серваль.
В 1968―1972 годах — солистка Марийского музыкального театра в Йошкар-Оле (ныне ― Государственный академический театр оперы и балета имени Э. Сапаева).
С 1972 года ― стажёр, в 1974―1995 годах — солистка оперы Большого театра.
С 1987 года преподавала в ГИТИСе, в 1992―2008 годах — в Московской консерватории, одновременно — в Государственном специализированном институте искусств (ГСИИ) и Государственной классической академии имени Маймонида, профессор.
В 1982 году ей присвоено почётное звание «Заслуженная артистка РСФСР». Является заслуженной артисткой и лауреатом Государственной премии Марийской АССР. Награждена медалями.
Замужем, супруг ― Лев Леонтьевич Кузнецов, народный артист России, исполнитель ведущих партий в русских и зарубежных операх Большого театра (1976―2005), двое детей ― дочь Юлия и сын Анатолий.
Скончалась 25 апреля 2010 года в Москве, похоронена там же.

## Музыкальное творчество
Голос ― сопрано.
Во время учёбы в консерватории в Ленинграде принимала участие в смотрах художественной самодеятельности, концертах: пела частушки, народные песни, арии из опер.
Во время работы в Марийском музыкальном театре с равным успехом выступала в операх классического и национального марийского репертуара. Здесь она пела все ведущие партии в театре: Татьяну в «Евгении Онегине», Виолетту в «Травиате», «Чио-Чио-сан», в опереттах «Летучая мышь», «Цыганская любовь».
За два года стажировки в Большом театре артистка спела несколько небольших партий в операх «Война и мир» С. С. Прокофьева, «Царская невеста» и «Псковитянка» Н. А. Римского-Корсакова, «Свадьба Фигаро» В. Моцарта, «Кармен» Ж. Бизе. На первых порах она много занималась с концертмейстерами. 23 февраля 1973 года состоялся её дебют уже в одной из самых сложных и желанных для любого сопрано партий — Марфы в «Царской невесте». Исполнив ещё несколько небольших партий в операх «Пиковая дама», «Травиата» и «Аида», «Сказание о граде Китеже», она выступила в партии Антониды в «Иване Сусанине» и подтвердила свое право на исполнение ведущих партий, в частности, её удачное выступление отметили дирижёр М. Ф. Эрмлер и артистка Н. Д. Шпиллер. Она быстро вошла в репертуар Большого театра и уже через три месяца исполнила партию Маргариты в опере «Фауст». Затем певица успешно исполняла и создавала образы — Чио-Чио-сан в одноимённой опере Дж. Пуччини, Татьяны в «Евгении Онегине» и Иоланты в одноимённой опере П. И. Чайковского, Волховы в «Садко» и Царевны-Лебеди в «Сказке о царе Салтане» Н. А. Римского-Корсакова, Микаэлы в «Кармен» Ж. Бизе. Исполняла разнообразные партии: Ксения в «Борисе Годунове», Половецкая девушка в «Князе Игоре», Ольга в «Русалке», Воглинда в «Золоте Рейна», в советских операх — Лиза Бричкина в опере «Зори здесь тихие», Первая баба в «Семене Котко», Лена в «Октябре».
Во время работы в Большом театре в её концертном репертуаре большое место занимали романсы П. И. Чайковского, Н. А. Римского-Корсакова, С. И. Танеева, А. С. Аренского, Р. Шумана, Ф. Шуберта, народные песни. Она много выступала в концертах: с ансамблем скрипачей под руководством Ю. М. Реентовича, с секстетом театра под руководством П. К. Тарасевича, с ансамблем виолончелистов под руководством Ю. Г. Лоевского, с камерным хором Московской государственной консерватории под управлением В. К. Полянского. Участвовала в исполнении оратории «Мессия» Г. Генделя — В. Моцарта. Ездила с гастролями по многим городам СССР и затем — России и за рубежом.
Занималась и педагогической деятельностью: преподавала в ГИТИСе, Московской консерватории и Государственной классической академии им. Маймонида. Среди учениц ― Г. Бадиковская, А. Долгова, И. Оганезова, С. Трифонова.

## Основные роли
Далее представлен список основных ролей Л. Ф. Ковалёвой:
- Татьяна («Евгений Онегин» П. Чайковский)
- Иоланта («Иоланта» П. И. Чайковский)
- Виолетта («Травиата» Д. Верди)
- Чио-Чио-сан («Чио-Чио-сан» Дж. Пуччини)
- «Летучая мышь» И. Кальман
- «Цыганская любовь» Ф. Легар
- Маргарита («Фауст» Ш. Гуно)
- Микаэла, Фраскита («Кармен» Ж. Бизе)
- Воглинда («Золото Рейна» Р. Вагнер)
- Деспина («Так поступают все женщины» В. А. Моцарт)
- Царевна-Лебедь («Сказка о царе Салтане» Н. А. Римский-Корсаков)
- Марфа и Сенная девушка («Царская невеста» Н. А. Римский-Корсаков)
- Волхова («Садко» Н. А. Римский-Корсаков)
- Лиза Бричкина («Зори здесь тихие» К. В. Молчанов)
- Леночка («Октябрь» В. Мурадели)
- Первая баба («Семён Котко» С. Прокофьев)
- Стеша («Псковитянка» Н. А. Римский-Корсаков)
- Антонида («Иван Сусанин» М. И. Глинка)
- Половецкая девушка («Князь Игорь» А. П. Бородин)
- Ксения («Борис Годунов» М. П. Мусоргский)

## Признание
- Заслуженная артистка РСФСР (9 декабря 1982)[3][6]
- Заслуженная артистка Марийской АССР (1970)[1][3][6]
- Государственная премия Марийской АССР (1970) ― за роль Эвики в опере Э. Сапаева «Акпатыр»[1][6]